# Adrian Mole: The Wilderness Years
Adrian Mole: The Wilderness Years è il quarto libro della serie Adrian Mole, scritto da Sue Townsend, pubblicato per la prima volta nel 1993. Esso si incentra sui problemi di Adrian Mole, adesso di 23¾ anni di età. Il libro copre gli stessi temi dei volumi precedenti, e continua e il formato di diario.

## Trama
Il libro segue i progressi alternati della vita amorosa di Adrian; egli inizia infatuato, come sempre, di Pandora Braithwaite, con la quale condivide un appartamento a Oxford (anche se visto che il fidanzato, Jack Cavendish, vive con loro anche vita le possibilità di riuscita sono poche). La sua cotta per Pandora finalmente termina quando lei trova il suo elenco di modi di torturare il fidanzato e gli raccomanda una psichiatra, Leonora de Witt, dalla quale Adrian è immediatamente colpito. Leonora respinge tutti i tentativi di Adrian di conoscerla meglio, e, indirettamente, lo porta al suo prossimo amore, Bianca, un ingegnere di Londra. Il suo rapporto con Bianca è pienamente godibile e sembra essere molto promettente fino a quando lei scappa col marito della madre, Martin (anch'egli ingegnere). Tuttavia, poco dopo Adrian incontra Jo Jo, che lavora a Savage's, un orribile Soho ristorante.
Gli ultimi passaggi del libro sono scritte dalla Grecia, in una crociera in cui prende parte a un corso per scrittori. Adrian è entusiasta di scoprire che "il libro senza lingua", un concetto che ha toccato nel romanzo, altrimenti terribile, che sta scrivendo in corso ha catturato l'attenzione di Angela Hacker, che lo raccomanda a un agente.
Una caratteristica ricorrente nella serie di libri è che si tendono ad avere un lieto fine che deve essere temporaneo, per permettere a un altro libro di concentrarsi su ulteriori problemi di Adrian. Questo libro si concentra sulla sua scarsa autostima, fallimenti di carriera, la solitudine e il celibato involontario, ma con la scrittura successo, felice romanticismo e la perdita di tutti i suoi timori, alla fine, è certamente il più felice fine di uno dei libri della serie. Tuttavia, all'inizio del prossimo libro, ambientato anni più tardi, dopo una lunga pausa nel suo diario, lo si trova divorziato da Jo Jo e tornato nella sua solita frustrazione.